# Église Saint-Étienne de Boofzheim
L'église Saint-Étienne est un monument historique situé à Boofzheim, dans le département français du Bas-Rhin.

## Localisation
Ce bâtiment est situé rue de Rhinau à Boofzheim.

## Historique
L'édifice fait l'objet d'une inscription au titre des monuments historiques depuis 1935.

## Architecture

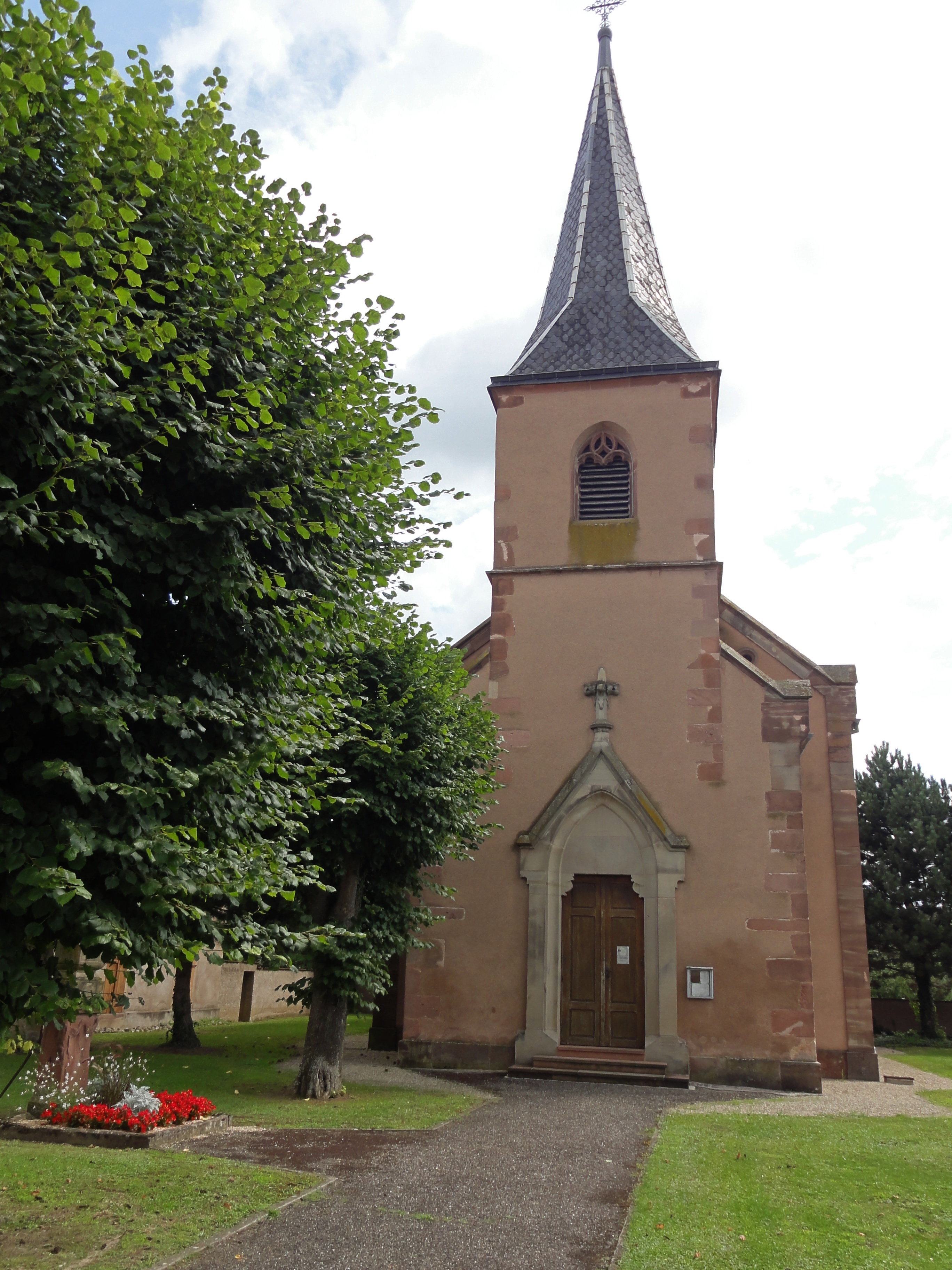
Église catholique Saint-Étienne
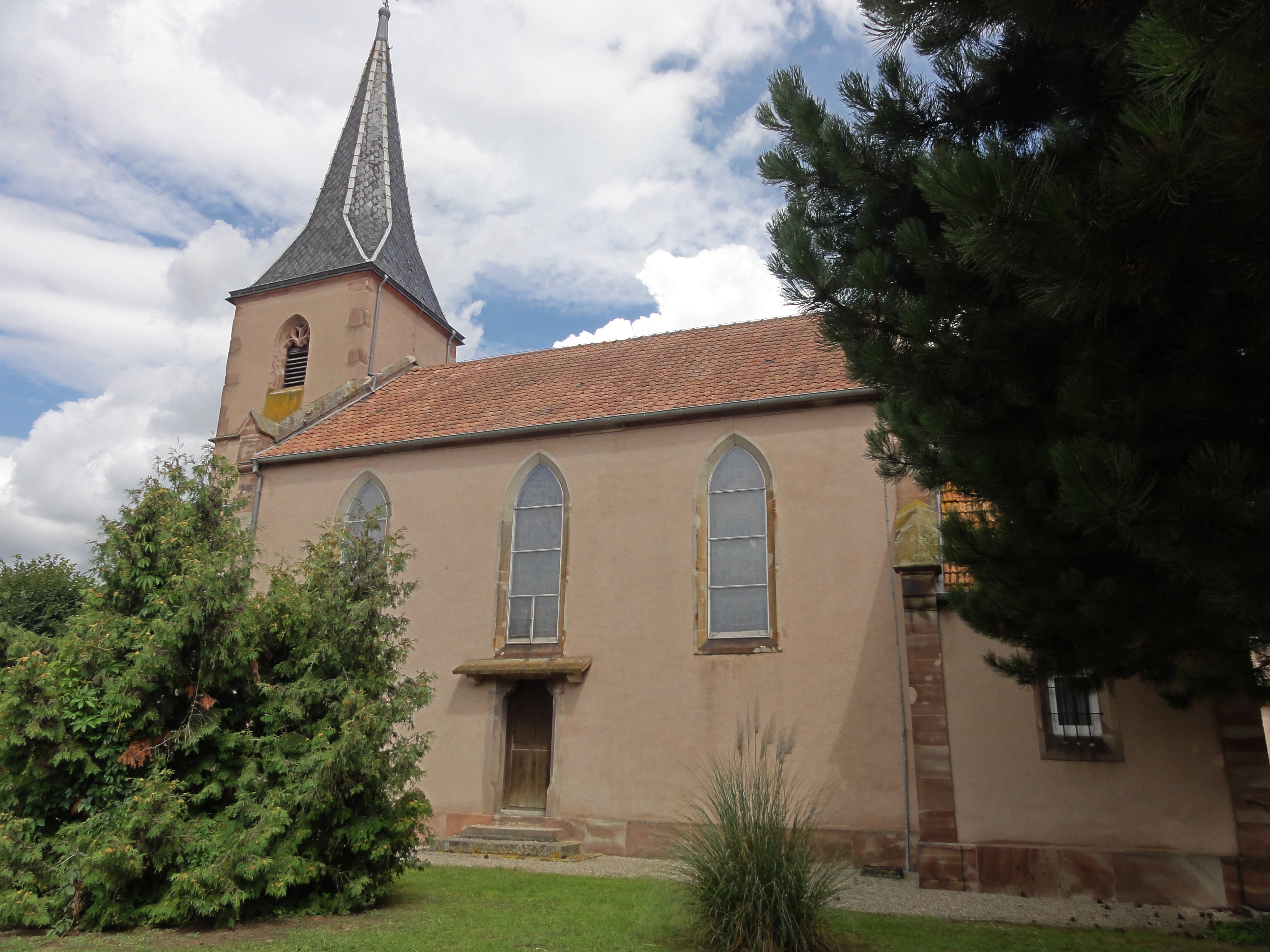
Église catholique Saint-Étienne
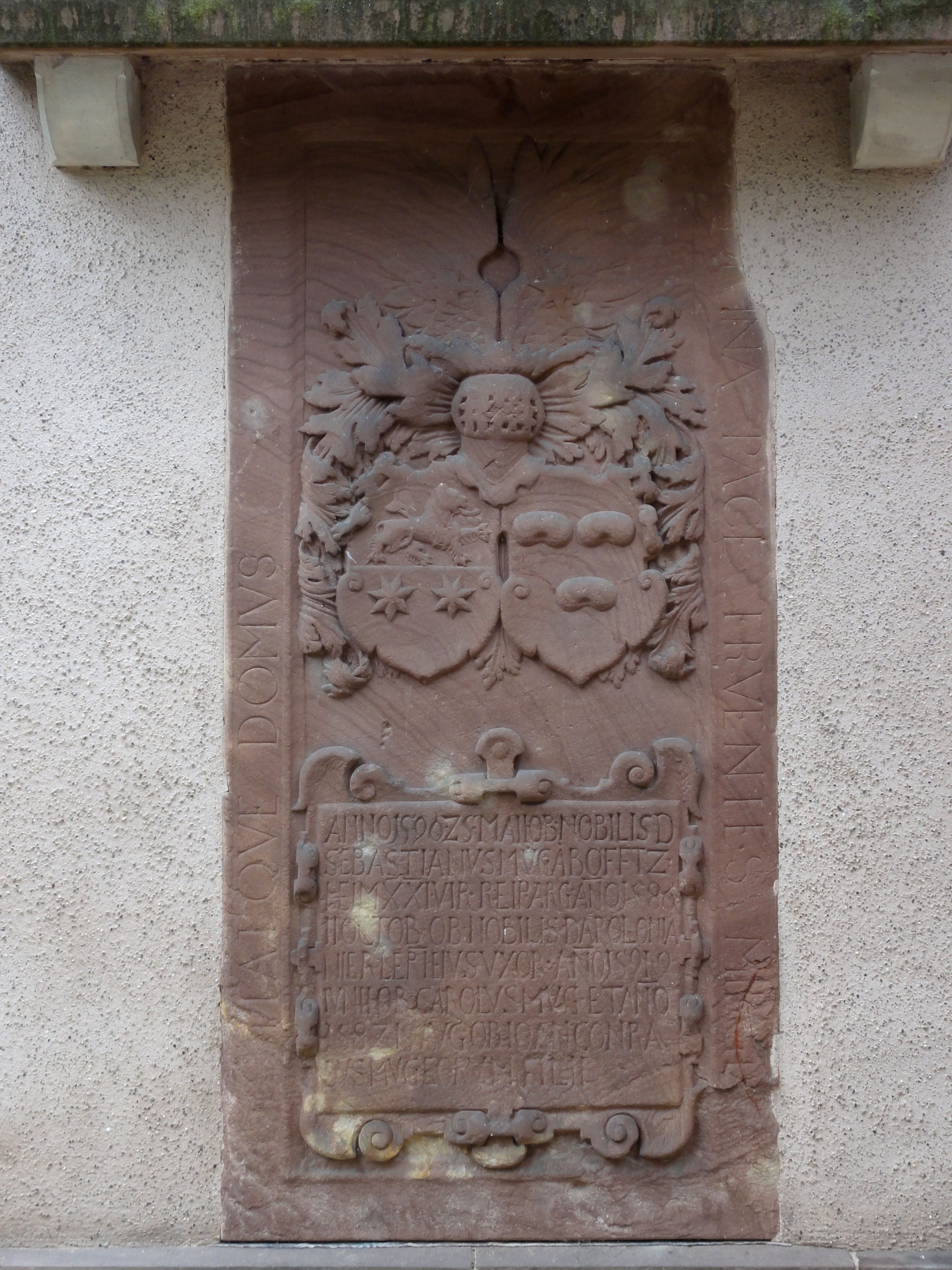
Tombeau (encastré) de Sébastien Mueg et famille (1596)
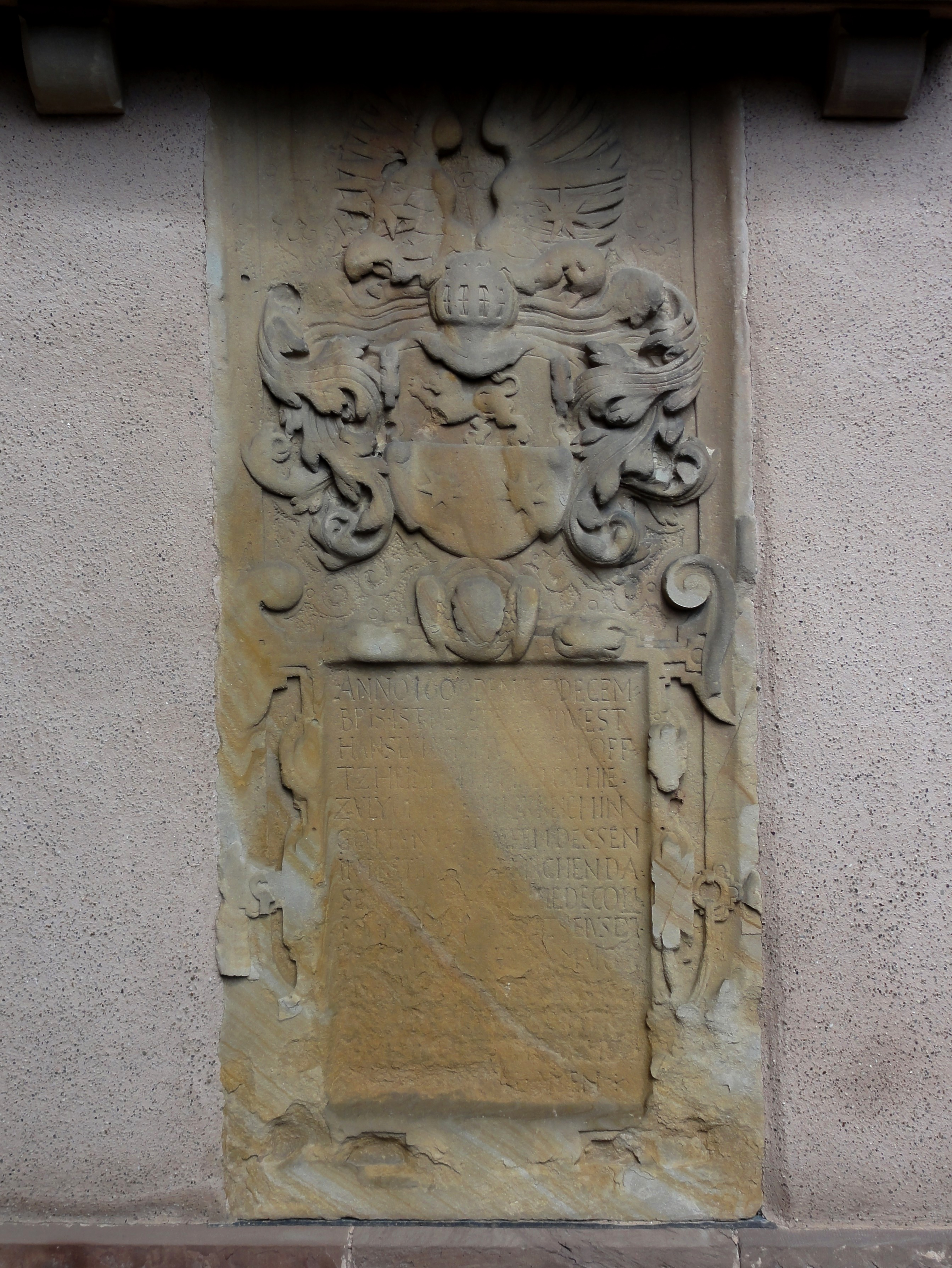
Tombeau (encastré) de Jean-Louis Mueg (1609)